# If You Can't Stand the Heat
If You Can't Stand The Heat è l'undicesimo album in studio del gruppo musicale rock britannico Status Quo, pubblicato per la prima volta il 27 ottobre 1978.

## Il disco
Gli Status Quo portano avanti la fase di sperimentazione sonora aperta col precedente album Rockin' All Over the World e contaminano ulteriormente il loro rock col ricorso a sintetizzatori, strumenti a fiato e influenze disco.
Il prodotto ha il grande merito di consentire al gruppo di superare indenne la tempesta musicale scatenata dal neonato movimento punk ed ottiene anche un grande successo commerciale piazzandosi al terzo posto delle classifiche inglesi, ma scontenta la base storica dei seguaci della band, ancora legatissimi alle ruvide sonorità hard degli album precedenti.
Dall'album vengono estratti e pubblicati come singoli la iniziale Again and Again (n. 13 UK), di fatto la sola traccia veramente hard dell'intero lavoro, e Accident Prone (n. 36 UK), brano connotato da evidenti contaminazioni disco.
Note:
- Il curioso titolo dell'album trae origine da una nota frase attribuita a Harry Truman, presidente degli Stati Uniti dal 1945 al 1953, divenuta ormai proverbiale nel mondo anglosassone.
- Il brano I'm Giving Up My Worryin' è stato interpretato in una versione molto più dura dal cantante heavy metal inglese Graham Bonnet ed inserito nel suo album solista No Bad Habits, uscito anch'esso nel 1978.

## Tracce
Lato A
1. Again and Again – 3:40 (Parfitt/Lynton/Bown)
2. I'm Giving Up My Worryin' – 3:03 (Rossi/Frost)
3. Gonna Teach You to Love Me – 3:09 (Lancaster/Green)
4. Someone Show Me Home – 3:51 (Rossi/Frost)
5. Long Legged Linda – 3:29 (Bown)

Lato B
1. Oh! What a Night – 3:45 (Parfitt/Bown)
2. Accident Prone – 5:05 (Williams/Hutchins)
3. Stones – 3:57 (Lancaster)
4. Let Me Fly – 4:22 (Rossi/Frost)
5. Like a Good Girl – 3:28 (Rossi/Young)

Tracce bonus dell'edizione CD 2005
1. Accident Prone (Single Version) – 4:11 (Williams/Hutchins)

## Deluxe Edition 2016
Il 25 marzo 2016, viene pubblicata la deluxe edition dell'album contenente 2 CD.
Nel primo disco viene riprodotto fedelmente l'album del 1978, con il sound completamente restaurato e rimasterizzato.
Il secondo CD contiene la single version del brano Accident Prone e numerosi demo.
Il libretto, oltre a varie foto del periodo di incisione dell'album, contiene delle ampie note illustrative redatte a cura di Dave Ling, critico delle riviste musicali britanniche Classic Rock e Metal Hammer.

### Tracce Deluxe Edition
CD 1
Contiene l'album originale del 1978, in versione restaurata e rimasterizzata.
1. Again and Again – 3:40 (Parfitt/Lynton/Bown)
2. I'm Giving Up My Worryin' – 3:03 (Rossi/Frost)
3. Gonna Teach You to Love Me – 3:09 (Lancaster/Green)
4. Someone Show Me Home – 3:51 (Rossi/Frost)
5. Long Legged Linda – 3:29 (Bown)
6. Oh! What a Night – 3:45 (Parfitt/Bown)
7. Accident Prone – 5:05 (Williams/Hutchins)
8. Stones – 3:57 (Lancaster)
9. Let Me Fly – 4:22 (Rossi/Frost)
10. Like a Good Girl – 3:28 (Rossi/Young)

CD 2
Include la single version del brano Accident Prone e i demo di numerosi brani, molti dei quali non inseriti nell'album: One by One, inciso in versione definitiva solo nel 2007 per l'album In Search of the Fourth Chord; No Time Left to Cry, mai inciso in versione definitiva; Keep Me Guessing, registrato nel 1986 quale "lato B" del singolo Rollin' Home; Late Last Night, registrato nel 1986 quale "lato B" del singolo In the Amry Now; Invitation, inciso nel 1986 per l'album In the Army Now.
1. Accident Prone (Single version) – 4:12 (Williams/Hutchins)
2. One by One (Early Demo) – 2:47 (Parfitt/Young)
3. One by One (Demo strumentale) – 4:11 (Parfitt/Young)
4. No Time Left to Cry (Early Demo) – 2:22 (Rossi/Young)
5. No Time Left to Cry (Demo) – 2:19 (Rossi/Young)
6. Keep Me Guessing (Early Demo) – 4:24 (Rossi/Parfitt/Young)
7. Keep Me Guessing (Demo) – 2:27 (Rossi/Parfitt/Young)
8. Late Last Night (Demo) – 2:59 (Rossi/Parftt/Young)
9. Late Last Night (Early Demo) – 2:37 (Rossi/Parfitt/Young)
10. Invitation (Demo) – 3:03 (Rossi/Young)
11. Invitation (Early Demo) – 3:20 (Rossi/Young)
12. Again and Again (Demo) – 2:03 (Parfitt/Bown/Lynton)

## Formazione
- Francis Rossi (chitarra solista, voce)
- Rick Parfitt (chitarra ritmica, voce)
- Alan Lancaster (basso, voce)
- John Coghlan (percussioni)

## Altri musicisti
- Andy Bown (tastiere)
- Frank Ricotti (percussioni)
- Jaquie Sullivan (cori)
- Stevie Lange (cori)
- Joy Yates (cori)
- The David Katz Horn and Bud Revo (fiati)

## British album chart
| Posizione | 3 | 4 | 11 | 19 | 22 | 35 | 34 | 34 | 25 | 22 | 43 | 39 | 47 | 71 | uscito |